# 喬丹·泰澤
喬丹·泰澤（荷蘭語：Jordan Teze；1999年9月30日—），荷蘭足球運動員，司職右後衛，現效力法甲球會摩纳哥。

## 俱樂部生涯
泰澤出自PSV燕豪芬青訓，他在2018年8月25日客場2-1戰勝兹沃勒的荷甲聯賽中上演了一線隊處子秀。
在上輪PSV燕豪芬主場4-1戰勝兹沃勒的荷甲聯賽中，泰澤得到了首發機會。
PSV燕豪芬官方確認，他們已經正式將荷蘭後衛泰澤提拔至一線隊。